# 北方謙三原作 ネオラジオドラマ 三国志
『北方謙三原作 ネオラジオドラマ 三国志』（きたかたけんぞうげんさく ネオラジオドラマ さんごくし）は2021年10月3日から2023年9月24日まで、毎週日曜日6:45-7:00に文化放送にて放送されていたラジオドラマである。

## 概要
本作は歴史小説家である北方が、自ら初めて中国の歴史を題材にした小説「三国志」を原作にしたもので、歴史小説でよく取り上げられる、ファンタジー要素を排除し、史実の人物を重視し、北方自身の独自の解釈を生かした、リアリティーあふれる世界観を追求したオーディオドラマに仕上げている。

## 出演者
- 原作 - 北方謙三
- ナビゲーター - 六代目 神田伯山
- 出演 - 小沢和義、熊切あさ美